# Сабурова, Соломония Юрьевна
Соломони́я Ю́рьевна Сабу́рова, в постриге София (ок. 1490 — 18 декабря 1542) — первая жена Василия III, великого князя Московского. Сослана им в монастырь за бездетность.
Канонизирована Русской церковью в лике преподобных как София Суздальская. День памяти — 29 декабря (16 декабря по ст. ст.) и 14 августа (1 августа).

## Биография
Происходила из боярского рода Сабуровых (ветвь Сверчковых-Сабуровых). Дочь Юрия Константиновича Сабурова. Рано лишилась матери, была воспитана тётей — сестрой отца.
Сестра Соломонии, Мария, была женой князя Василия Семёновича Стародубского.

### Брак и развод
4 сентября 1505 года Василий Иванович женился на Соломонии. Её выбрали на смотре невест из 500 девиц, представленных ко двору для этой цели со всей страны (по образцу смотрин невест для византийских императоров). Венчал молодых митрополит Симон в Успенском соборе Московского Кремля. Впервые в московской истории правящий монарх брал в жёны не иностранную принцессу и не русскую княжну, а невесту из семьи старомосковского боярства.

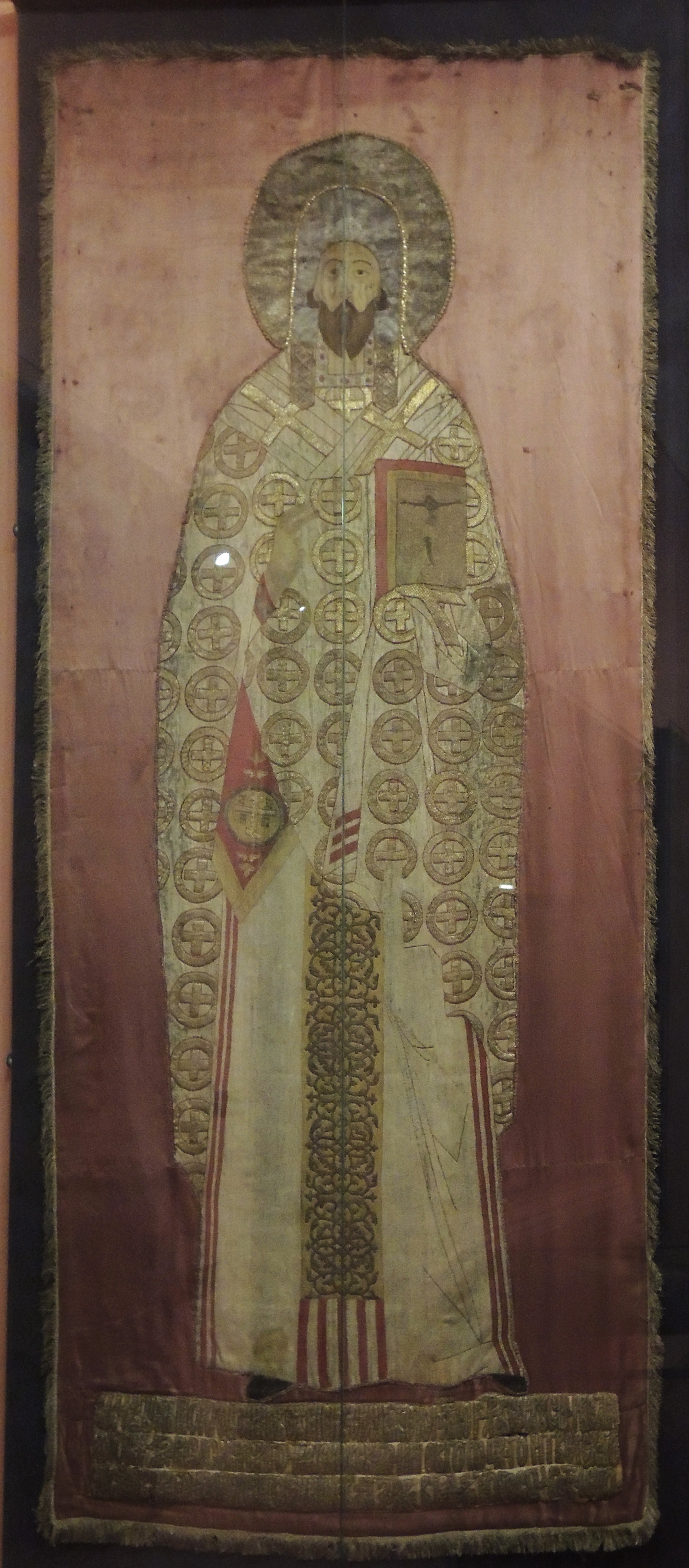
Покров святителя Леонтия Ростовского. 1514. Мастерская Соломонии Сабуровой

После двадцати лет брака Соломония так и не родила. Василий был очень обеспокоен этим, так как выступал против того, чтобы его братья или их возможные сыновья стали претендентами на трон. Он запрещал своим братьям вступать в брак, пока у него не родится сын.
Решение о разводе было поддержано боярской думой, но не нашло поддержки среди церковных иерархов. Выступавшие против расторжения брака Вассиан Патрикеев, митрополит Варлаам и преподобный Максим Грек были сосланы, причём митрополит впервые в русской истории был лишён сана.
«Ты мне, недостойному, даёшь такое вопрошение, какого я нигде в Священном писании не встречал, кроме вопрошения Иродиады о главе Иоанна Крестителя», — ответил в 1525 году Василию III инок Вассиан на его вопрос о возможности развода с супругой.
В 1525 году с одобрения митрополита Даниила Василий III развёлся с Соломонией. Подобный развод с насильственной ссылкой жены в монастырь не имел в то время места в истории Руси.
В начале следующего, 1526 года великий князь женился на юной Елене Глинской, дочери литовского князя Василия Глинского, от этого брака родился Иван Грозный.
В лето 7031 Князь великии Василеи Иоанович постриже княгиню свою Соломонею, а Елену взят за собя. А все то за наше согрешение, яко же написалъ апостолъ: пустя жену свою, а оженится иною, прелюбы творит.Псковская летопись

### Постриг

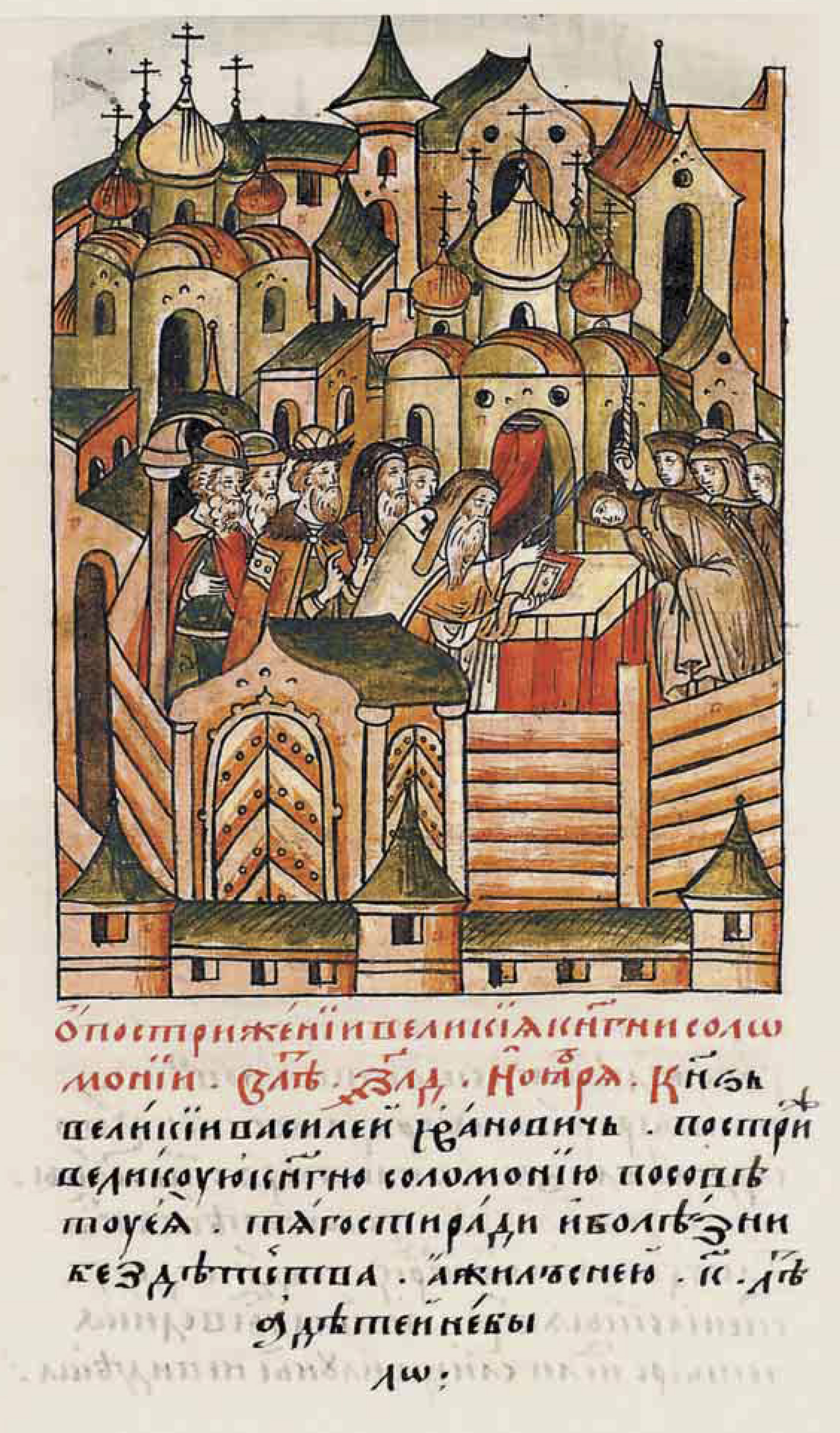
Лицевой летописный свод: «В 7034 году в ноябре великий князь Василий Иванович постриг великую, княгиню Соломонию по желанию её из-за тяжести болезни и бездетства. А жил с нею 20 лет, и детей не было»

25 ноября 1525 Соломонию постригли в Московском Богородице-Рождественском монастыре под именем София. Согласно разным источникам, великая княгиня не хотела принимать постриг. Подробно об этих событиях рассказано у Герберштейна:

Соломония, оказывается, энергично сопротивлялась постригу и растоптала монашеское одеяние. Тогда один из ближайших советников Василия III, Иван Шигона, не только выразил ей резкое порицание, «но и ударил её бичом». После того как Шигона сказал, что пострижение производится по воле государя, Соломония смирилась со своей участью.— Зимин А. А. «Россия на пороге нового времени».
По другим источникам (из кругов митрополита Даниила), Соломония сама, «видя неплодство из чрева своего», просила разрешить ей принять постриг. Великий князь якобы долго сопротивлялся этому, но после того, как Соломония обратилась к Даниилу, вынужден был согласиться.
Позже Соломонию перевели в Покровский монастырь города Суздаля, который она патронировала ещё с 1518 года как великая княгиня. Там, смирившись со своей участью, она вела праведный образ жизни. Во время регентства Елены Глинской, согласно некоторым источникам, была выслана в Каргополь, а потом вернулась в Суздаль.
Через 17 лет иночества сестра София скончалась и была похоронена в Суздальском Покровском монастыре.

## Канонизация
Молва о святости инокини быстро распространилась по всей Руси. Князь Андрей Курбский в послании к Иоанну Грозному называет её преподобномученицей. При царе Феодоре Иоанновиче, сыне Грозного, её уже чтили как святую. На гробнице Софии случались чудесные исцеления, а в 1609 году, во время нашествия поляков, она спасла Суздаль от разорения, явившись в грозном виде предводителю военного отряда поляков Лисовскому. От страха у него парализовало руку, и он дал клятву оставить в покое город и монастырь.

В 1650 году патриарх Иосиф разрешил Суздальскому архиепископу почитать её как святую. Её икона, написанная ещё в XVII столетии, сохранилась до наших дней и почитается чудотворной. В середине XVIII в. встал вопрос о канонизации. Наконец, по благословению Святейшего Синода её имя было внесено в Православный церковный календарь на 1916 г.
С 1984 года по указу патриарха Пимена преподобная София почитается в сонме местночтимых святых Владимиро-Суздальской земли; она была внесена в Минеи и Православный церковный календарь. В рукописных святцах она именуется как «Святая праведная княгиня София инокиния, яже бысть в Покровском монастыре девиче, чудотворница». В 2007 году почитание преподобной Софии было вынесено на всецерковный уровень, и её имя было внесено в Православный церковный месяцеслов.

### Мощи
В 1594 году Ирина Годунова, жена царя Федора Ивановича, положила покров на гроб Соломонии-Софии. Покров бархатный чёрный. На нём вышиты слова: «Повелением государя царя и великого князя Федора Ивановича всея Руси и его царицы великия княгини Ирины и их царевны Феодосии сделан покров на великую княгиню Соломониду во иноцех Софию лета 7102». Покров хранится в Суздальском музее.
Могила Софии в усыпальнице Покровского монастыря была очень почитаема. 14 августа 1995 года состоялось торжественное обретение её мощей. В этот день над гробницей святой Софии был совершён молебен, и церковно-археологическая комиссия по благословению митрополита Евлогия произвела раскопки — святые мощи были обретены и перенесены в Покровский собор.

### Иконография
Аки Евдокия: схима-празелень, мантия-багор, в руках обеих свиток, испод-санкирь, а инде пишет мантия у ворота стегнута, у подолу узлом связана, под мантиею руце видет, правая молебна, а в левой свиток.

## Легенды
Вселенские патриархи осудили развод великого князя, а патриарх Иерусалимский Марк[уточнить] предсказал рождение от второго брака младенца, который поразит мир своей жестокостью (Иоанна Грозного):

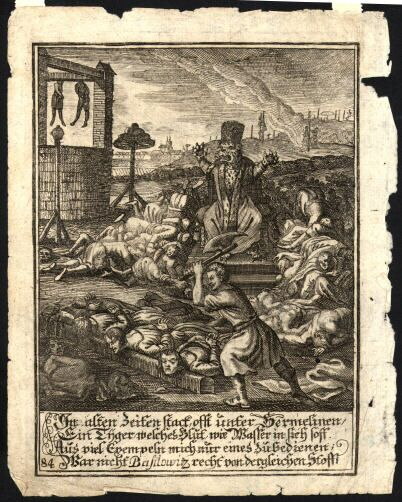
Аллегория тиранического правления Ивана Грозного

Если женишься вторично, то будешь иметь злое чадо: царство твое наполнится ужасом и печалью, кровь польется рекою, падут главы вельмож, грады запылают.
Существует легенда, что Соломония во время пострижения была беременна и уже в монастыре родила мальчика Георгия, которого она отдала в надёжные руки, а сама объявила, что новорождённый скончался. По легенде, выросший сын Соломонии стал знаменитым разбойником Кудеяром, о котором Николаем Некрасовым сложена «Песня о двенадцати разбойниках». Этой историей очень интересовался Иоанн Грозный (ведь сын Соломонии оказался бы его старшим братом и более законным наследником). Царь потребовал все архивы, касавшиеся дела Соломонии. При реконструкции монастыря в 1934 году было обнаружено и вскрыто захоронение Соломонии, рядом с её останками был найден маленький гроб, в котором оказалась тряпичная кукла, одетая в расшитые жемчугом распашонки. Отреставрированная, эта рубашечка находится в исторической экспозиции суздальского музея, рядом с ней — крышка от той гробницы.
Австрийский дипломат Сигизмунд Герберштейн, посетивший Московское государство в 1517 и 1526 годах, написал книгу «Записки о Московии», в которой сообщал:

Во время нашего тогдашнего пребывания в Московии некоторые клятвенно утверждали, что Саломея родила сына по имени Георгий, но никому не пожелала показать ребёнка. Мало того, когда к ней были присланы некие лица для расследования истины, она, говорят, ответила им, что они недостойны видеть ребёнка, а когда он облечётся в величие своё, то отомстит за обиду матери. Некоторые же упорно отрицали, что она родила. Итак, молва гласит об этом происшествии двояко.

## В культуре
- В сериале Андрея Эшпая «Иван Грозный» инициатором пострига Соломонии представлен митрополит Даниил и рассказана легенда о рождении ею в монастыре сына. В роли Соломонии снялась Анна Гуляренко.
- В основу исторического романа Александра Прозорова «Соломея и Кудеяр» легла история жизни Соломонии Юрьевны Сабуровой.